# Вранац
Вранац (серб. Вранац / Vranac, макед. Вранец) — балканский сорт винограда и получаемое из него одноимённое красное вино.

## Этимология
Сербское слово «вранац» родственно русскому «вороной» и имеет то же основное значение — «конь чёрной масти».

## Виноград
Ягоды крупные, насыщенного окраса. Плодоносность лозы высокая. Сбор ягод традиционно производится вручную.

## Вино
Вино «Вранац» производится различными производителями. Красное, сухое, через год-два выдержки обладает насыщенным тёмно-красным рубиновым цветом и сложным букетом. Хорошо подходит к блюдам из мяса и сырам. Крепость обычно составляет 12—13 %.

## Распространение
Виноград сорта Вранац традиционен для Балкан. Произрастает, в основном, в бывшей Югославии: в Герцеговине, Черногории, Сербии и Северной Македонии. В Черногории «Вранац» является одним из самых популярных сортов вина, виноград для него произрастает в окрестностях Скадарского озера.